# كريستوفر موسوندا
كريستوفر موسوندا (بالإنجليزية: Christopher Musonda)‏ هو لاعب كرة قدم زامبي في مركز الهجوم، ولد في 24 يناير 1986 في زامبيا. لعب مع باور ديناموز وفورست رينجرز ونادي روفانييمن بالوسورا.